# Neutz-Lettewitz
Neutz-Lettewitz is een plaats en voormalige gemeente in de Duitse deelstaat Saksen-Anhalt en maakt deel uit van de gemeente Wettin-Löbejün in de Landkreis Saalekreis.
Neutz-Lettewitz telt 896 inwoners.

## Geografie

### Ligging
Neutz-Lettewitz ligt noordlelijk van Halle (Saale).

### Voormalige kernen van de gemeente Neutz-Lettewitz
- Deutleben
- Görbitz
- Lettewitz
- Neutz

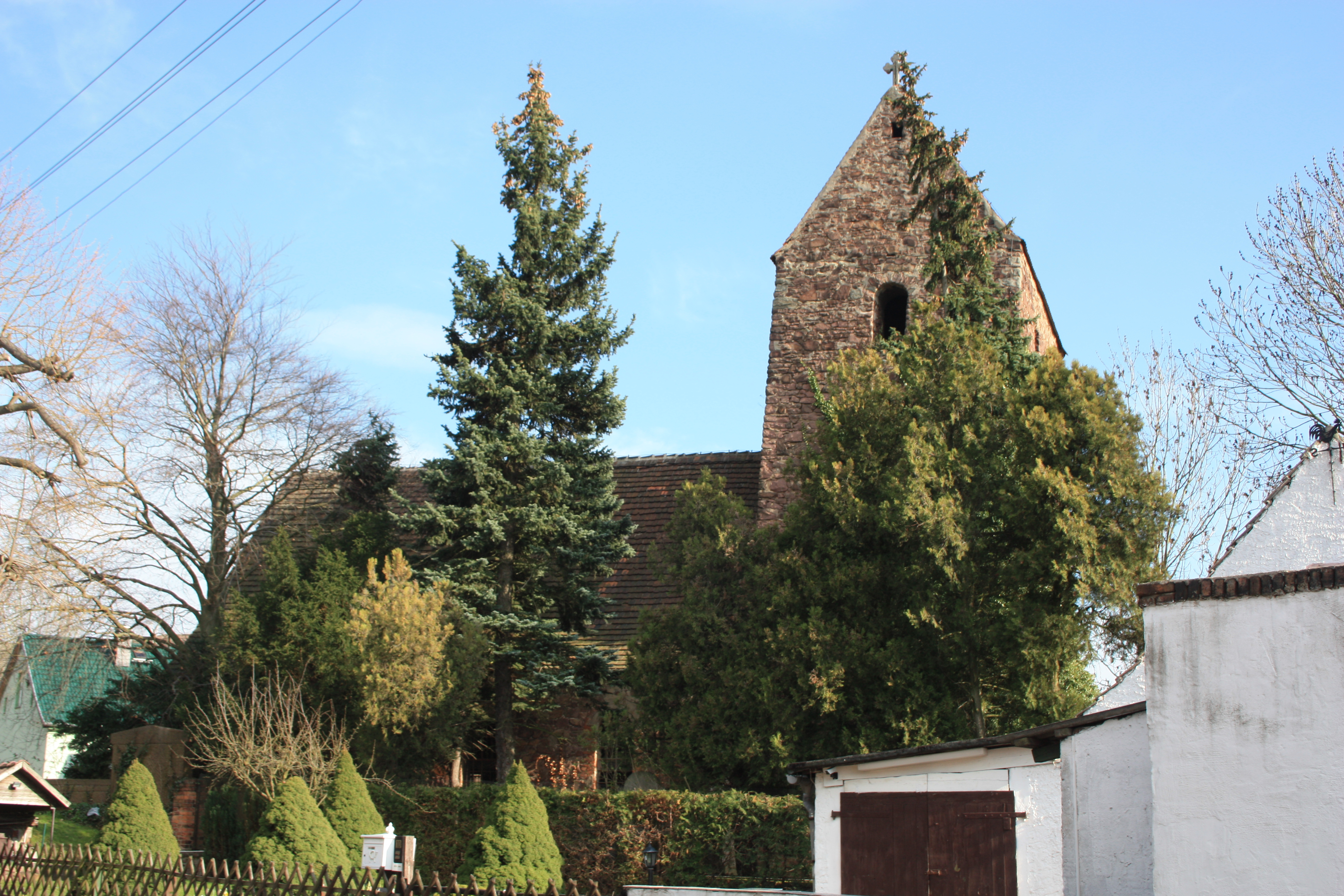
Dorpskerk van Lettewitz
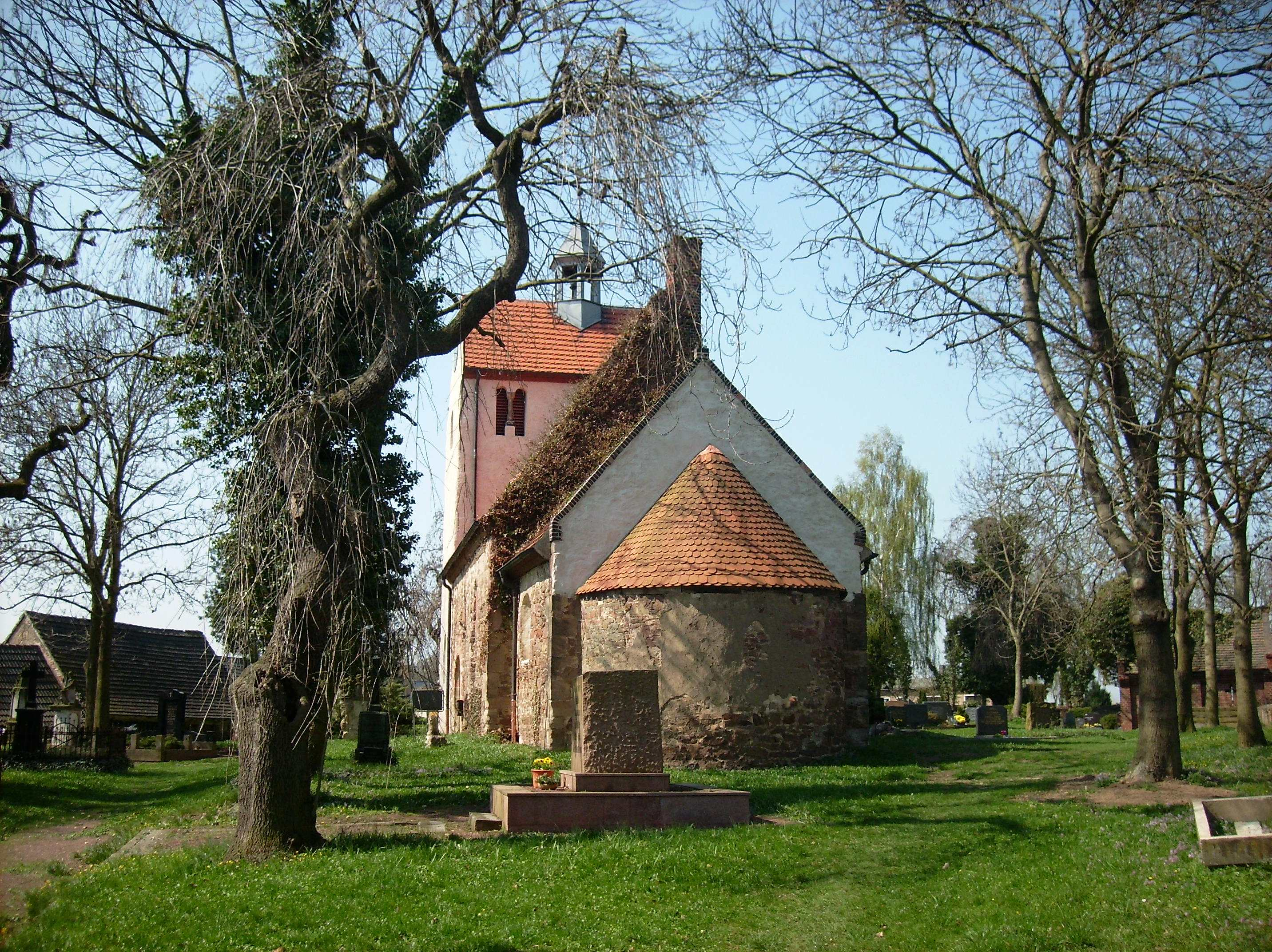
Kerk van Neutz

## Geschiedenis
Neutz wordt in 961 als Nudcici, Lettewitz in 1156 als Lectewice en Deutleben in 1079 als Deidenlibe voor het eerst in oorkonden genoemd.

## Cultuur en bezienswaardigheden

### Bouwwerken
- Kerk te Neutz (bouw circa 1200) met offersteen